# Jezioro Ciche (gmina Osie)
Jezioro Ciche – jezioro rynnowe w województwie kujawsko-pomorskim, w powiecie świeckim, w gminie Osie, położone na południe jeziora Żurskiego i na północ od miejscowości Brzemiona, leżące na terenie rezerwatu przyrody Jezioro Ciche.

## Dane morfometryczne
Powierzchnia jeziora wynosi 110,6 ha powierzchni, długość maksymalna – 3120 metrów, szerokość – 460 metrów, głębokość średnią – 8,8 metra, a maksymalna – 13,4 metra. Obowiązuje tu strefa ciszy i zakaz używania silników spalinowych na łodziach wędkarskich.

## Przyroda
Akwen jest otoczony torfowiskiem mszarnym. Jezioro otacza las sosnowo-bukowy, w tym starodrzew. W wodach jeziora występują leszcze, płocie, krąpie, wzdręgi, liny, okonie i szczupaki.